# Culture de Sa Huỳnh

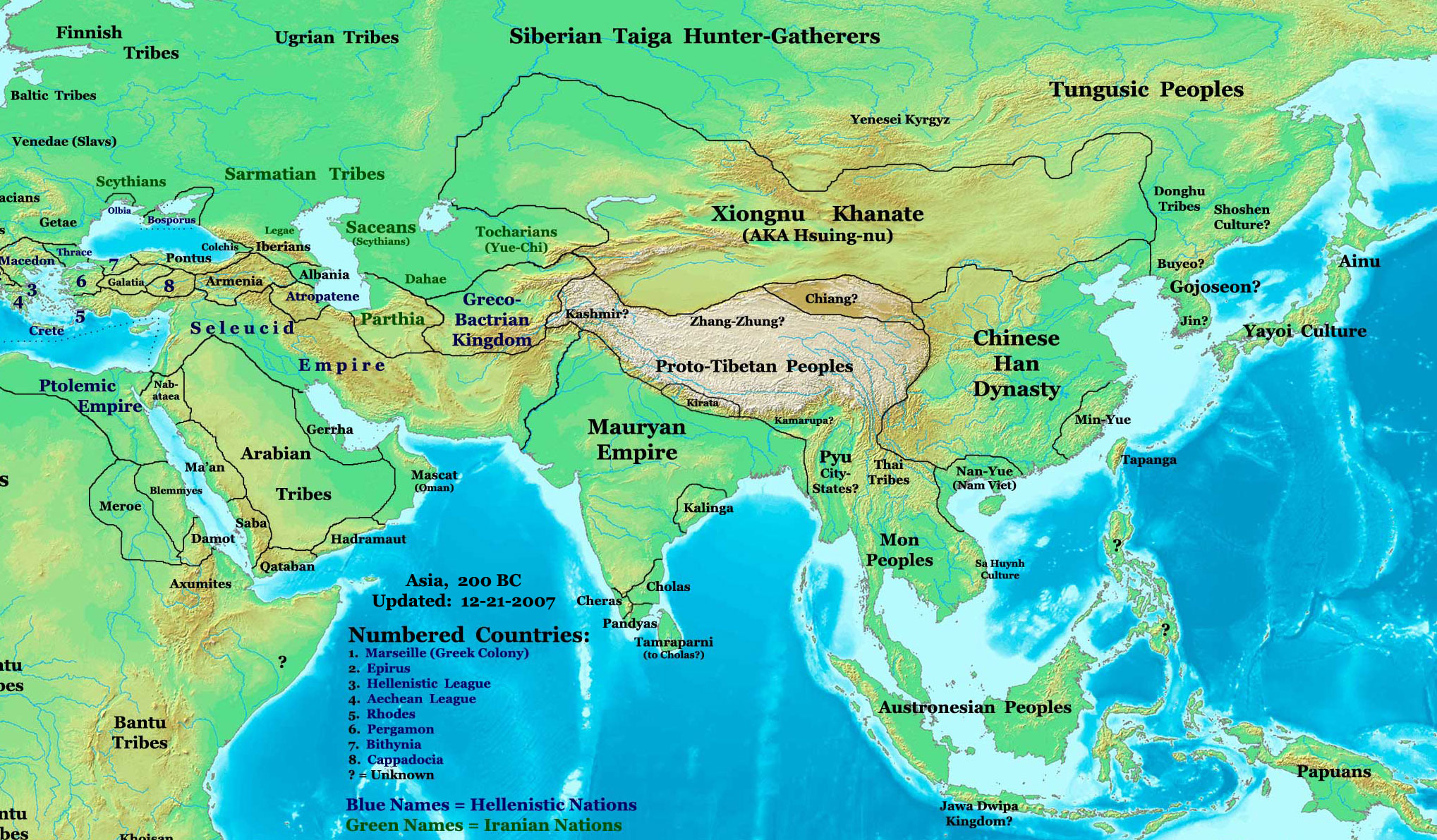
L'Asie en -200, avec la culture de Sa Huynh et ses voisins.

La culture de Sa Huỳnh (vietnamien : Văn hóa Sa Huỳnh) a fleuri dans le centre et le sud de l'actuel Viêt Nam entre 1000 avant notre ère et 200 après. Des sites archéologiques de cette culture ont été découverts du delta du Mékong jusqu'à la province de Quang Binh, dans le centre du pays. Ses populations ont probablement été les prédécesseurs des Chams, un peuple austronésien fondateur en 192 du royaume de Champa.

## Galerie

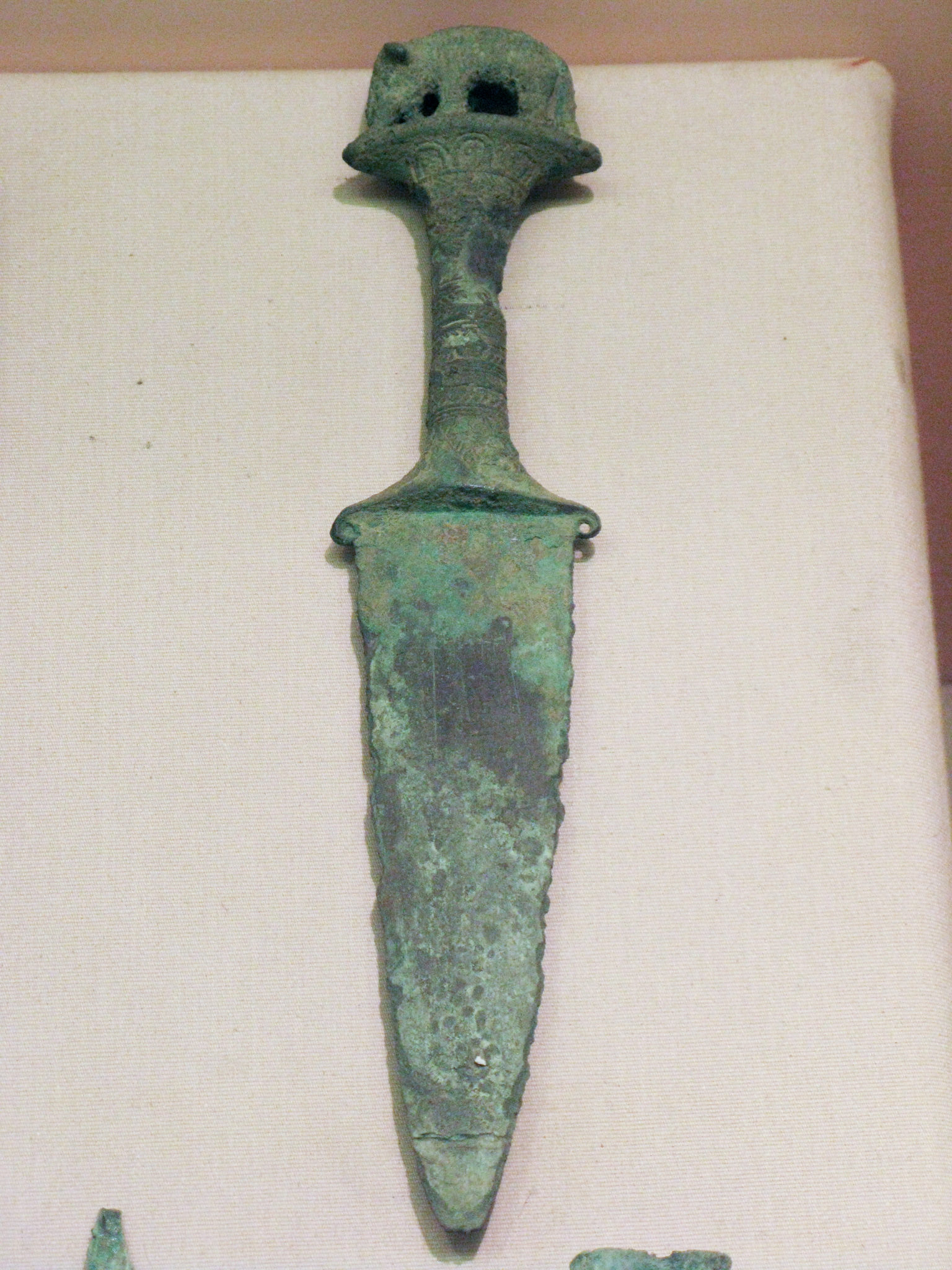
Arme de bronze. Décor géométrique et animalier
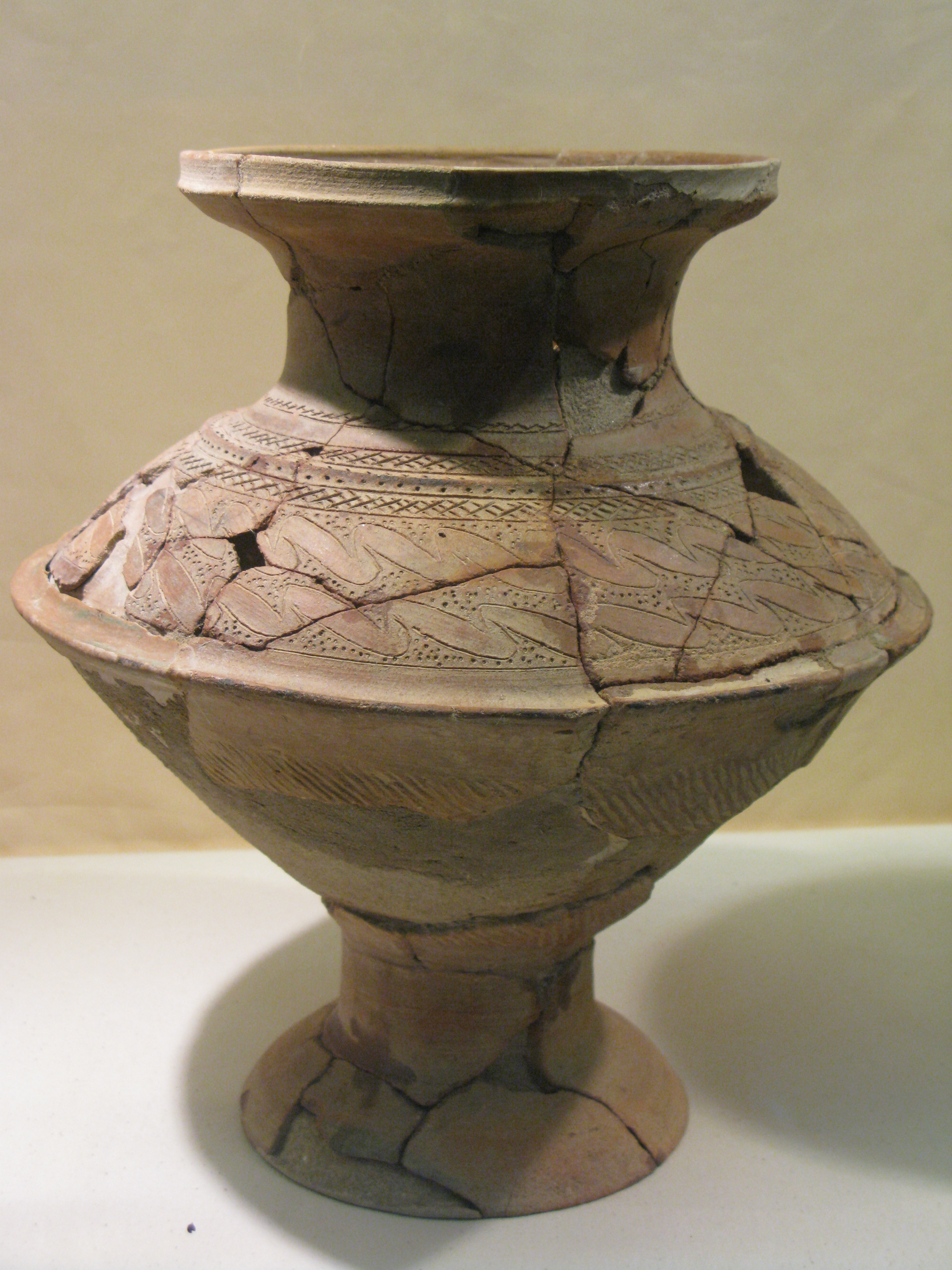
Vase en terre cuite à motifs incisés (circa 2500 - 2000 B.P.)
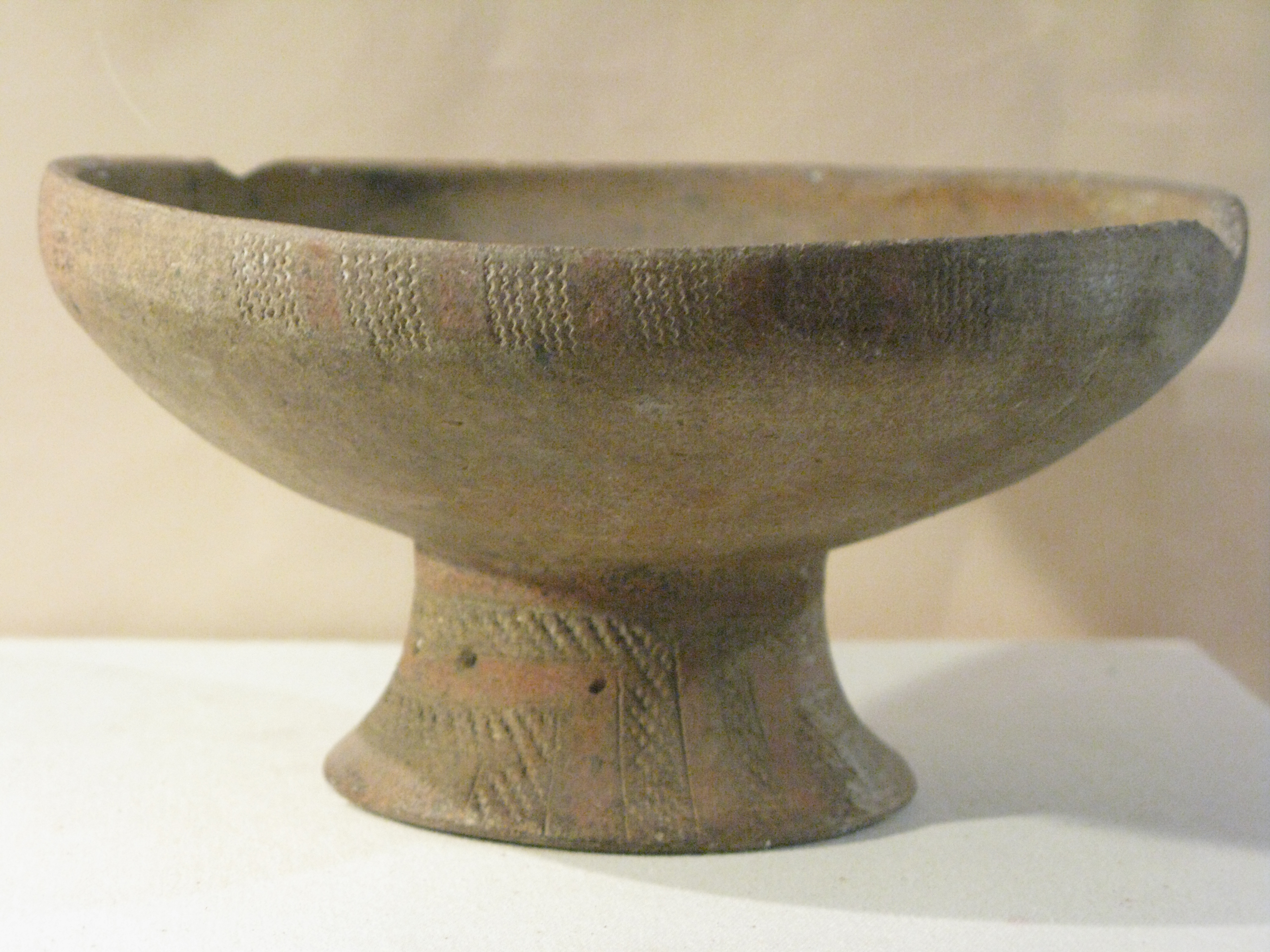
Plateau sur pied, terre cuite. Décor par impressions, incisions et traces de couleur
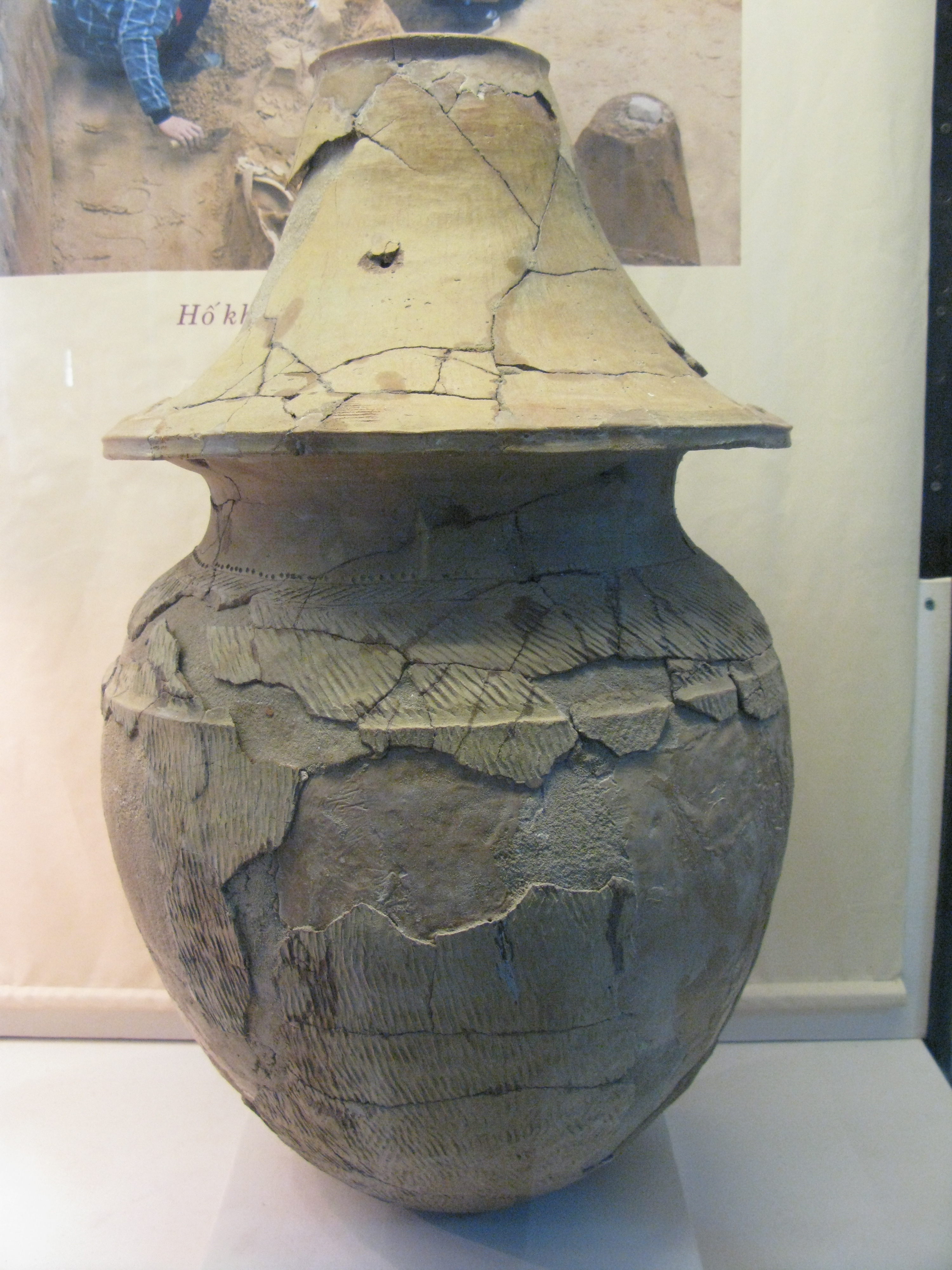
Jarre funéraire. Terre cuite à décor au peigne à racler
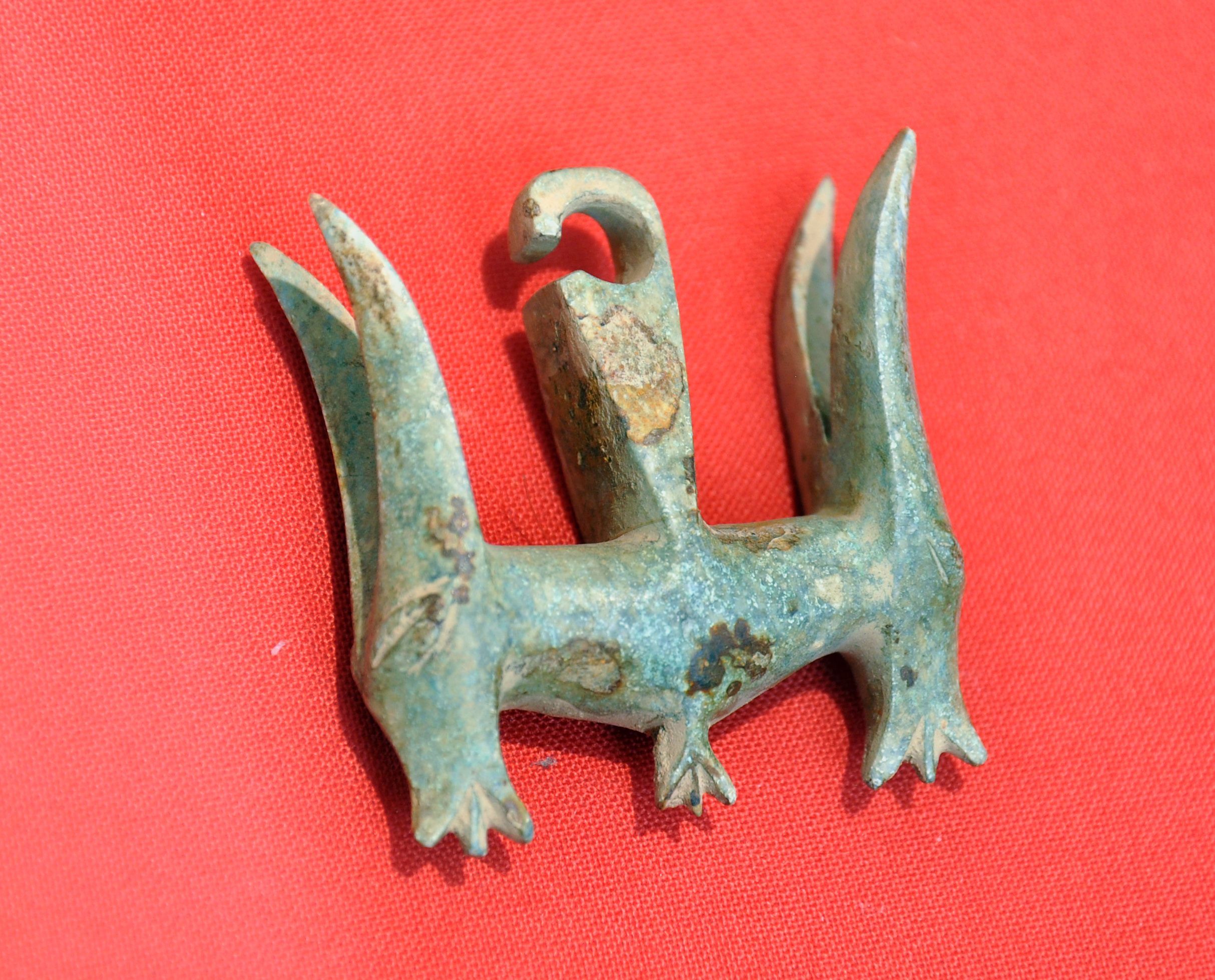
Moitié d'une parure d'oreille en néphrite en forme d'animal bicéphale

## Histoire

### Localisation spatiale et temporelle
À partir du milieu du premier millénaire avant notre ère, une culture de l'âge du fer caractérisée par de grandes urnes de crémation cylindriques et des bijoux en néphrite propres à cette culture appelée Sa Huynh apparaît pour la première fois dans le centre et le sud du Vietnam. Le terme « Sa Huynh » dérive du site éponyme, dans la province de Quảng Ngãi, découvert en 1909, qui a livré près de deux cents jarres funéraires. Les sites de cette culture sont riches en objets de fer produits localement, en particulier des haches, des épées, des fers de lance, des couteaux et des faucilles. Par contraste, les objets en bronze sont dominants dans les sites de la culture Dong Son dans le nord du Viêt Nam et dans le reste de la péninsule indochinoise.
Le site de Sa Huynh a été mentionné dans le milieu scientifique la première fois par Henri Parmentier en 1925. Les recherches effectuées au cours des quatre-vingts dernières années ont révélé un vaste complexe mortuaire de type Sa Huynh qui s'étend presque de l'embouchure du Mékong (sud du Vietnam) à la limite sud de la région de Bac Bo (nord du Vietnam). La plupart des dates publiées associées à Sa Huynh commencent au milieu du premier millénaire avant l'ère commune (AEC), bien que certains chercheurs vietnamiens prolongent Sa Huynh jusqu'au troisième millénaire AEC (par exemple, Pham, 2000). Plusieurs sites Sa Huynh fouillés ont une composante cham sus-jacente, ce qui suggère à la fois que cette tradition peut s'étendre sur six cents ans et que les prédécesseurs des Cham fabriquaient des jarres à couvercle Sa Huynh (Yamagata, 2006).

### Culture matérielle
La culture de Sa Huỳnh pratiquait la crémation des adultes et les inhumait dans des jarres à couvercle, une pratique qui lui est spécifique. Des offrandes d'objets rituellement brisés accompagnaient habituellement les restes. Cette culture est aussi caractérisée par des boucles d'oreille uniques, figurant des animaux à deux têtes. Ces bijoux étaient faits de jade (néphrite), mais aussi de verre. Des perles sont également communes dans les sépultures, le plus souvent faites de verre mais aussi en cornaline, agate, olivine, zircon ou grenat.
Les sites de Sa Huynh sont de nature mortuaire et constituent les premières incinérations documentées en Asie du Sud-Est. Les fouilles livrent systématiquement de grandes sépultures en jarres à couvercles et leur contenu (cendres et os incinérés, agate, cornaline et perles de verre), mais aussi les objets en fer comme les armes, des outils (haches, pelles, pics et faucilles sans manche), des broches et autres bijoux, ainsi que ces ornements spécifiques en néphrite (boucles d'oreilles bicéphales et fendues appelées "ling-lingo").

### Interconnexions
Il existe des preuves que la culture de Sa Huỳnh participait à un important réseau commercial.
La plupart des matériaux évoqués plus haut n'étaient pas disponibles sur place et étaient probablement importés. Des miroirs en bronze dans le style de la dynastie Han ont aussi été découverts sur les sites de Sa Huynh. Inversement, des boucles d'oreilles de Sa Huynh ont été découvertes sur des sites archéologiques dans le centre de la Thaïlande, à Taïwan (Lanyu) et aux Philippines (Palawan).
Les éléments en néphrite apparaissent dans des contextes de l'âge du fer dans les îles et l'Asie du Sud-Est continentale. Des recherches géochimiques récentes suggèrent qu'au moins certaines sources de néphrite étaient situées très loin au nord, à Taiwan. Bien que la plupart des sites de Sa Huynh aient été découverts dans des dunes de sable en milieu côtier, des recherches plus récentes ont également identifié des sites de Sa Huynh en bordure des fleuves et à l'intérieur du centre du Vietnam. Les archéologues ont depuis longtemps noté cette large distribution d'ornements en néphrite associés à la culture de Sa Huynh et ils ont pu établir des parallèles stylistiques entre les céramiques de faïence incisées de Sa Huynh et celles trouvées dans le centre des Philippines. Les fouilles sur les sites de Sa Huynh, dans la vallée de la rivière Thu Bồn (Province de Quảng Nam) ont livré des récipients et des miroirs en bronze d'époque Han, suggérant de vastes réseaux interconnectés.
Pour la plupart des chercheurs, ces objets reflètent un vaste réseau qui reliait les mers de Chine orientale et méridionale au premier millénaire de notre ère. Pour certains comme Wilhelm Solheim, les parallèles dans les styles de céramique entre le centre du Vietnam et le centre des Philippines (qu'il appelait la tradition Sa Huynh-Kala-nay) seraient un indice de l'activité des marins de langue malayo-polynésienne qui acheminaient leurs marchandises ainsi dans toute la région.